# Acidocroton
Acidocroton – rodzaj roślin z rodziny wilczomleczowatych (Euphorbiaceae). Obejmuje 11 gatunków występujących w Ameryce Środkowej.

## Systematyka
Pozycja według APweb (aktualizowany system APG III z 2009)
Rodzaj z rodziny wilczomleczowatych (Euphorbiaceae) należącej do rzędu malpigiowców (Malpighiales) z dwuliściennych właściwych.
Wykaz gatunków
- Acidocroton acunae Borhidi & O.Muñiz
- Acidocroton adelioides Griseb.
- Acidocroton ekmanii Urb.
- Acidocroton gentryi Fern.Alonso & R.Jaram.
- Acidocroton horridus Urb. & Ekman
- Acidocroton litoralis Urb. & Ekman
- Acidocroton lobulatus Urb.
- Acidocroton montanus Urb. & Ekman
- Acidocroton oligostemon Urb.
- Acidocroton trichophyllus Urb.
- Acidocroton verrucosus Urb.